# CEBPZOS
CEBPZOS (англ. CEBPZ opposite strand) – білок, який кодується однойменним геном, розташованим у людей на 2-й хромосомі. Довжина поліпептидного ланцюга білка становить 80 амінокислот, а молекулярна маса — 9 336.
| 10         |  | 20         |  | 30         |  | 40         |  | 50         |
| ---------- |  | ---------- |  | ---------- |  | ---------- |  | ---------- |
| MARTLEPLAK |  | KIFKGVLVAE |  | LVGVFGAYFL |  | FSKMHTSQDF |  | RQTMSKKYPF |
| ILEVYYKSTE |  | KSGMYGIREL |  | DQKTWLNSKN |  |            |  |            |

A: Аланін

D: Аспарагінова кислота

E: Глутамінова кислота

F: Фенілаланін

G: Гліцин

H: Гістидин

I: Ізолейцин

K: Лізин

L: Лейцин

M: Метіонін

N: Аспарагін

P: Пролін

Q: Глутамін

R: Аргінін

S: Серин

T: Треонін

V: Валін

W: Триптофан

Локалізований у мембрані, мітохондрії.